# Легка атлетика на літніх Олімпійських іграх 2024 — спортивна ходьба на 20 кілометрів (жінки)
Змагання зі спортивної ходьби на 20 кілометрів серед жінок на літніх Олімпійських іграх 2024 у Парижі проходили 1 серпня на кільцевій шосейній трасі (довжина кола — 1 км), прокладеній біля Палацу Шайо.

## Кваліфікація
Світова легка атлетика встановила квоту в 48 атлеток, які могли взяти участь у олімпійських змаганнях зі спортивної ходьби на 20 кілометрів. Від кожної країни могло бути заявлено не більше трьох атлеток у дисципліні. Квота була сформована за рахунок атлеток, які показали на визначених змаганнях кваліфікаційний норматив (1:29.20) упродовж періоду з 31 грудня 2022 до 30 червня 2024. Решта атлеток добиралася для заповнення встановленої квоти за рейтингом Світової легкої атлетики зі спортивної ходьби на 20 кілометрів.

## Напередодні старту
Основні рекордні результати на початок змагань:
| WR | Ян Цзяюй КНР            | 1:23.49 | Хуаншань | 20 березня 2021 |
| OR | Олена Лашманова Росія   | 1:25.02 | Лондон   | 11 серпня 2012  |
| WL | Ельвіра Чепарьова Росія | 1:24.41 | Сочі     | 27 лютого 2024  |

## Результати
| Місце | Атлетка                    | Час     | Примітки |
| ----- | -------------------------- | ------- | -------- |
| 1     | Ян Цзяюй (CHN)             | 1:25.54 | SB       |
| 2     | Марія Перес (ESP)          | 1:26.19 | SB       |
| 3     | Джемайма Монтаг (AUS)      | 1:26.25 | AR       |
| 4     | Сандра Аренас (COL)        | 1:27.03 | NR       |
| 5     | Аленья Гонсалес (MEX)      | 1:27.14 |          |
| 6     | Гленда Морехон (ECU)       | 1:27.37 |          |
| 7     | Лаура Гарсія-Каро (ESP)    | 1:28.12 |          |
| 8     | Евелін Інга (PER)          | 1:28.16 |          |
| 9     | Паула Торрес (ECU)         | 1:28.48 | PB       |
| 10    | Крістіна Монтесінос (ESP)  | 1:29.11 |          |
| 11    | Ма Чженься (CHN)           | 1:29.15 |          |
| 12    | Марі Лус Андія (PER)       | 1:29.24 |          |
| 13    | Еріка Сена (BRA)           | 1:29.32 |          |
| 14    | Людмила Оляновська (UKR)   | 1:29.55 |          |
| 15    | Клеманс Беретта (FRA)      | 1:29.55 |          |
| 16    | Кімберлі Гарсія Леон (PER) | 1:30.10 |          |
| 17    | Марія Сахарук (UKR)        | 1:30.12 |          |
| 18    | Вівіане Ліра (BRA)         | 1:30.31 |          |
| 19    | Магалі Бонілья (ECU)       | 1:30.33 |          |
| 20    | Олена Собчук (UKR)         | 1:31.12 |          |
| 21    | Лю Хун (CHN)               | 1:31.24 |          |
| 22    | Антігоні Дрісбіоті (GRE)   | 1:31.33 | SB       |
| 23    | Елеонора Джорджі (ITA)     | 1:31.49 |          |
| 24    | Алехандра Ортега (MEX)     | 1:31.58 |          |
| 25    | Каміль Мутар (FRA)         | 1:31.58 |          |
| 26    | Полін Стей (FRA)           | 1:31.59 |          |
| 27    | Елішка Мартінкова (CZE)    | 1:32.30 |          |
| 28    | Саскія Файге (GER)         | 1:33.23 | SB       |
| 29    | Ракель де Орбета (PUR)     | 1:33.33 |          |
| 30    | Катажина Здзебло (POL)     | 1:33.52 |          |
| 31    | Ребекка Гендерсон (AUS)    | 1:34.22 |          |
| 32    | Фудзій Нанако (JPN)        | 1:34.26 |          |
| 33    | Ріта Речеї (HUN)           | 1:34.39 |          |
| 34    | Марія Чакова (SVK)         | 1:34.46 |          |
| 35    | Валентина Траплетті (ITA)  | 1:35.39 |          |
| 36    | Габріела де Соуза (BRA)    | 1:35.50 |          |
| 37    | Хана Бурзалова (SVK)       | 1:36.12 |          |
| 38    | Віторія Олівейра (POR)     | 1:36.22 |          |
| 39    | Ільсе Герреро (MEX)        | 1:37.10 |          |
| 40    | Мер'єм Бекмез (TUR)        | 1:38.06 |          |
| 41    | Пріянка Госвамі (IND)      | 1:39.55 |          |
| 42    | Вікторія Мадараш (HUN)     | 1:41.21 |          |
| 43    | Ана Кабесінья (POR)        | 1:46.30 | SB       |
|       | Олівія Сандері (AUS)       | DNF     |          |
|       | Антонелла Пальмізано (ITA) | DNF     |          |

## Відео
- Відеозвіт на YouTube